# Achères, Cher
Achères är en kommun i departementet Cher i regionen Centre-Val de Loire i de centrala delarna av Frankrike. Kommunen ligger  i kantonen Henrichemont som tillhör arrondissementet Bourges. År 2022 hade Achères 332 invånare.

## Befolkningsutveckling
Antalet invånare i kommunen Achères
Referens:INSEE